# Sierakówko (Grande-Pologne)
Pour les articles homonymes, voir Sierakówko.
Sierakówko (prononciation : [ɕeraˈkufkɔ]) est un village polonais de la gmina de Połajewo dans le powiat de Czarnków-Trzcianka de la voïvodie de Grande-Pologne dans le centre-ouest de la Pologne.
Il se situe à environ 4 kilomètres au sud-est de Połajewo (siège de la gmina), 20 kilomètres au sud-est de Czarnków (siège du powiat), et à 44 kilomètres au nord de Poznań (capitale de la Grande-Pologne).

## Histoire
De 1975 à 1998, le village faisait partie du territoire de la voïvodie de Piła.

Depuis 1999, Sierakówko est situé dans la voïvodie de Grande-Pologne.